# Roy yim kaung tur
Roy yim kaung tur (รอยยิ้มของเธอ) è un brano musicale del cantante thailandese Nontanun Anchuleepradit (Kacha), pubblicato come singolo il 30 agosto 2016 da GMM Grammy, poi inserito nell'album Kacha Another.
La canzone è stata realizzata come colonna sonora della terza stagione della serie televisiva U-Prince Series, dove Kacha interpreta il protagonista, T-Rex.

## Video musicale
Pubblicato prima del lancio effettivo del singolo, l'11 agosto, il video musicale vede Kacha cantare su di un divano, mentre scorrono diversi spezzoni da U-Prince Series con protagonisti T-Rex e Baiplu (Nachjaree Horvejkul "Cherreen").

## Tracce
1. Roy yim kaung tur – 3:26